# Божена Гринер
Божена Гринер, пијанисткиња и клавирски педагог (12.12. 1936, Мостару).
Студије клавира је завршила на Музичкој академији у Сарајеву 1960. као прва студенткиња у класи проф. Матусје Блум, којој је неколико година била и асистент. Као пијанисткиња изузетног талента је врло успешно наступала на Сусретима музичких академија Југославије и имала бројне солистичке и камерне концерте. Њен таленат и одличну технику је запазио и чувени руски педагог Х. Неухаус у чијој се престижној класи усавршавала на Московском конзерваторијуму од 1961. до 1964. Од 1964. делује у Београду где је завршила и постдипломски студиј код А. Прегера. Као дугогодишњи педагог Музичке школе Мокрањац у раду са талентираним пијанистима постиже изузетне резултате. Њени ученици су добитници великог броја награда на савезним и интернационалним такмичењума (Вероника Копривица, Дориан Гринер, Алексадар Филић, Бодин Старчевић, Ана Недељковић, Соња Мадић, Стефан Ћирић и многи други.
Своје велико знање и искуство Божена Гринер је делила са многим талентираним српским пијанистима средње и млађе генерације. За своје бишегодишње педагошке резултате је 1997. добила диплому Удружења музичких педагога Србије.